# Teta

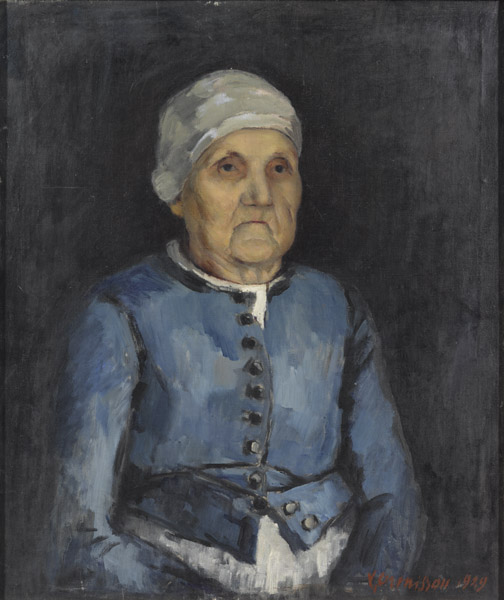
Tädi, Villem Ormisson, 1929

Slovo teta ve svém základním významu označuje příbuznou ženského pohlaví, zejména sestru otce nebo matky anebo manželku, či partnerku otcova nebo matčina bratra.
Také se užívá (zejména pro zjednodušení ve vztahu k menším dětem) pro další (vzdálenější) starší příbuzné, např. pratetu nebo pro manželku rodičova bratrance, anebo i pro další ženy, formálně nepříbuzné (otcovu snoubenku, matčinu přítelkyni a podobně). Na tomto základě se užívá označení „teta“ i v jeslích a dětských domovech.
V přeneseném smyslu se teta (tetka) užívá na venkově jako familiérní oslovení obvykle pro starší (i nepříbuznou, „cizí“) ženu, které může mít přátelský anebo naopak (zejména tetka) posměšný nádech.
V minulosti se v češtině rozlišovala:
- teta – matčina nebo otcova sestra,
- stryna – žena otcova bratra,
- ujčina – žena matčina bratra.

## Prateta
Slovem prateta označujeme sestru babičky nebo dědečka, případně další starší, zejména dávnější příbuzné ženy.